# عشق، مرگ و شیطان
عشق، مرگ و شیطان (آلمانی: Liebe, Tod und Teufel) فیلمی در ژانر درام به کارگردانی هاینس هیلپرت و راینهارت اشتاینبکر محصول سال ۱۹۳۴ است.